# The Simpsons: Celebrity friends
The Simpsons: Celebrity friends är en brittisk dokumentärfilm om Simpsons som sändes i Storbritannien på Sky 1 den 13 januari 2010. Dokumentären sändes med svensk undertext den 26 december 2010 på TV6.
Berättarrösten är Ricky Gervais och i dokumentären medverkar flera av gästskådespelarna i Simpsons som Christina Ricci, Simon Cowell, Hugh Hefner, Elliott Gould. Även skådespelare som vägrat att gästskådespela tas upp.

## Handling
Matt Groening inleder dokumentären med att berätta om det bästa med Simpsons. Gästskådespelarna Simon Cowell, Plácido Domingo, George Takei, Joe Mantegna, Elliott Gould, Hugh Hefner, Christina Ricci och Tony Hawk berättar vad de anser om att varit med i Simpsons och berättar sina historier. Matt Groening fortsätter dokumentären genom att berätta om kändisar som medverkat som Paul McCartney, Ringo Starr, George Harrison och Bob Hope. James L. Brooks berättar om avsnittet Stark Raving Dad där Michael Jackson gästskådespelade. Mike Scully berättar om olika sätt som de använder gästskådespelare. Christina Ricci berättar vad hon anser om hon skulle få spela sig själv. Simon Cowell, Elliott Gould och Hugh Hefner berättar hur de var då de gästskådespelade. David Mirkin berättar om några av sina favoriter bland gästskådespelarna. Al Jean berättar om avsnittet och vilka gästskådespelare de önskade inför avsnittet och hur det gick med inspelningen. Simon Cowell fortsätter och berätta om sitt framträndande i Smart and Smarter. Tony Hawk, Elliott Gould, Christina Ricci och Hugh Hefner berättar vad de gjorde i avsnitten Barting Over, The Dad Who Knew Too Little, Summer of 4 Ft. 2 och Krusty Gets Kancelled.
Al Jean tar upp avsnittet Homer of Seville där Plácido Domingo gästskådespelade som sig själv och han berättar hur det var att spela in. Joe Mantegna tar upp avsnittet Bart the Murderer där han gästskådespelade första gången. George Takei berättar att han upptäckte att Bart Simpson spelades av Nancy Cartwright då han skulle gästskådespela i One Fish, Two Fish, Blowfish, Blue Fish. Han tar även upp sitt andra gästskådespel i Thirty Minutes over Tokyo. George Takei berättar att han var tänkt som gästskådespelare i Marge vs. the Monorail men ersattes av Leonard Nimoy efter att han tackat nej. Matt Groening berättar hur enkelt det är gästskådespela men blir ifrågasatt av Simon Cowell och Hugh Hefner. Nancy Cartwright berättar om hur det är att göra röstskådespel och bilder från röstinspelningen visas.
Christina Ricci berättar för tittarna hur det kändes att gästskådespela och bilder från när Kiefer Sutherland gästskådespelade visas. Nancy Cartwright berättar hur ofta de träffar gästskådespelarna egentligen och Tony Hawk och Simon Cowell berättar hur många de träffade då de gästskådespelade. Nancy Cartwright tar upp röstinspelningen med Meryl Streep och 50 Cent från Bart's Girlfriend och Pranksta Rap och Al Jean erkänner att José Canseco inte var en bra gästskådespelade innan Mike Scully berättar hur det känns att ha gästskådespelare i serien. Simon Cowell berättar varför det är så bra att gästskådespela i Simpsons. Al Jean berättar vad han hört vad kändisar anser om gästskådespel i Simpsons. Mike Scully tar upp avsnittet How I Spent My Strummer Vacation där de hade Mick Jagger, Keith Richards, Tom Petty, Elvis Costello, Brian Setzer och Lenny Kravitz och bilder från röstinspelningen av avsnittet visas.
James L. Brooks berättar om hur gästskådespelarna ofta tröttnar snabbt då de kommer och varför. Mike Scully och David Mirkin berättar hur de väljer gästskådespelarna och tar upp avsnittet x där U2 gästskådespelade och drack riktig öl. Al Jean och Mike Scully tar upp Aerosmith och 'N Sync, två annat band som gästskådepelade i Flaming Moe's och New Kids on the Blecch och bilder från inspelningen visas. Al Jean berättar om knep de har för att få gästskådespelare och Nancy Cartwright fortsätter och snacka om avsnittet Bart's Girlfriend. Elliott Gould, Joe Mantegna och Tony Hawk berättar varför de gästskådespelade. Mike Scully tar upp varför kändisar bjuder på sig själv och Matt Groening tar upp Ron Howard. Tony Hawk, Christina Ricci, Simon Cowell, Joe Mantegna och Plácido Domingo berättar hur det kändes att höra sig själva i Simpsons. Mike Scully berättar hur han tror att kändisar känner då man skämtar med dem. Tony Hawk ställer sig och undrar vem som inte skulle vilja vara med i Simpsons och vad anser att de gör improviserade kändisröster ibland. Al Jean berättar att kändisar ibland har ändrat sig i sista stund och tar upp avsnitt där Bon Jovi skulle medverkat men ersattes med Jackson Browne. Dokumentären avslutas med att Al Jean, Nancy Cartwright, James L. Brooks, Simon Cowell och Mike Scully berättar vilka de saknar som gästskådespelare.